# エスケイプ (ジャーニーのアルバム)
『エスケイプ』（Escape）は、1981年に発表されたロック・バンド、ジャーニーのアルバム。バンドにとって初の全米第1位を獲得し、イギリスでも初のアルバム・チャート圏内入りを果たして、全世界で1,000万枚以上を売り上げた大ヒット作である。

## 概要
1975年のデビュー以来、着実にスターダムへの階段を上がってきたジャーニーが、遂にその頂点を極めた作品である。本作によって、『インフィニティ』（1978年）から続く「ハードでありながらキャッチー」という路線を確立したと言える。
「ドント・ストップ・ビリーヴィン」「オープン・アームズ」といった、代表曲が収録されている。1980年代という時代を象徴するようなメロディとサウンドであり、それ故に産業ロックと揶揄されることも多かった。同時代に活躍したカンサスやフォリナー、スティクスといったバンドも同じ方向へ進んでいくことになる。
しかし、ニール・ショーンのギターを生かしたハードロックの要素は健在で、より音楽性が洗練されてきたと見るべきだろう。また、新たなキーボーディスト、ジョナサン・ケインの存在も大きい。
ジャケットには、「ESCAPE」ではなく「E5C4P3」と、Leet表記になっている。
「オープン・アームズ」はマライア・キャリーがカヴァー、2004年には映画『海猿』の主題歌に使用される。
「ドント・ストップ・ビリーヴィン」は、日産・エルグランドのCM曲として2004年8月から2006年1月まで使用された。2009年にはテレビドラマ『glee/グリー』でカバーされて全米第4位のヒットとなった。これらのリバイバルヒットにより、若い世代のファンが増えている。

## 収録曲
特記なき楽曲はジョナサン・ケイン、ニール・ショーン、スティーヴ・ペリーの共作。
1. ドント・ストップ・ビリーヴィン (旧邦題「愛に狂って」) - "Don't Stop Believin'" - 4:11
2. ストーン・イン・ラヴ (旧邦題「お前に夢中」) - "Stone in Love" - 4:26
3. クライング・ナウ - "Who's Crying Now" (ケイン、ペリー) - 5:01
4. キープ・オン・ランニン - "Keep on Runnin'" - 3:40
5. 時の流れに - "Still They Ride" - 3:50
6. エスケイプ - "Escape" - 5:17
7. レイ・イット・ダウン - "Lay It Down" - 4:13
8. デッド・オア・アライヴ - "Dead or Alive" - 3:21
9. マザー、ファーザー - "Mother, Father" - 5:29
10. オープン・アームズ (旧邦題「翼をひろげて」) - "Open Arms" (ケイン、ペリー) - 3:23
  - Billboard Hot 100最高位2位（4週）、キャッシュボックス、ラジオ&レコーズ最高位1位

## パーソネル
- スティーヴ・ペリー - ボーカル
- ニール・ショーン - ギター、ボーカル
- ロス・ヴァロリー - ベース、ボーカル
- ジョナサン・ケイン - キーボード、ギター、ボーカル
- スティーヴ・スミス - ドラム、パーカッション、ボーカル